# 巴傑省
巴傑省，或译巴贾省（阿拉伯语： Wilāyat Bājah 發音：[ˈbæːʒæ]）是突尼西亞北部的一個省，西北臨地中海。面積3,558平方公里，2004年人口304,501人。 首府巴傑。下分九縣。